# Кливия
Кли́вия (лат.  Clívia) — род многолетних вечнозелёных травянистых растений семейства амариллисовых. Ботаник Джон Линдли дал название роду Clivia в честь герцогини Нортумберлендской Шарлотты Клайв, гувернантки будущей королевы Великобритании Виктории, Шарлотта увлекалась цветоводством и первой вырастила кливию из семени в домашних условиях.
Род насчитывает примерно пять видов, родиной которых является Южная Африка. Некоторые из них, такие как Clivia miniata и Clivia nobilis, культивируются как декоративные растения.

## Описание
Многолетние, травянистые растения, достигающие в высоту примерно 60 см. Влагалищные, кожистые, ремневидные листья, плотно охватывающие друг друга, образуют ложный стебель. Цветки воронковидные или трубчатые, оранжевые, красновато-оранжевые или желтовато-розовые, собраны в густой многоцветковый зонтик (до 60 цветков). Образуют ягоды.
Кливии, также как и амариллис белладонна (Amaryllis belladonna) содержат алкалоид ликорин (47%), кливимин и кливатин.

## Виды
По информации базы данных The Plant List, род включает 7 видов:
- Clivia caulescens R.A.Dyer
- Clivia gardenii Hook.
- Clivia miniata (Lindl.) Bosse — Кливия киноварная
- Clivia mirabilis Rourke
- Clivia × nimbicola Swanev., Truter & A.E.van Wyk
- Clivia nobilis Lindl.
- Clivia robusta B.G.Murray & al.

## В астрономии
В честь Кливии назван астероид (935) Кливия, открытый в 1920 году. 